# Wiglaf Droste

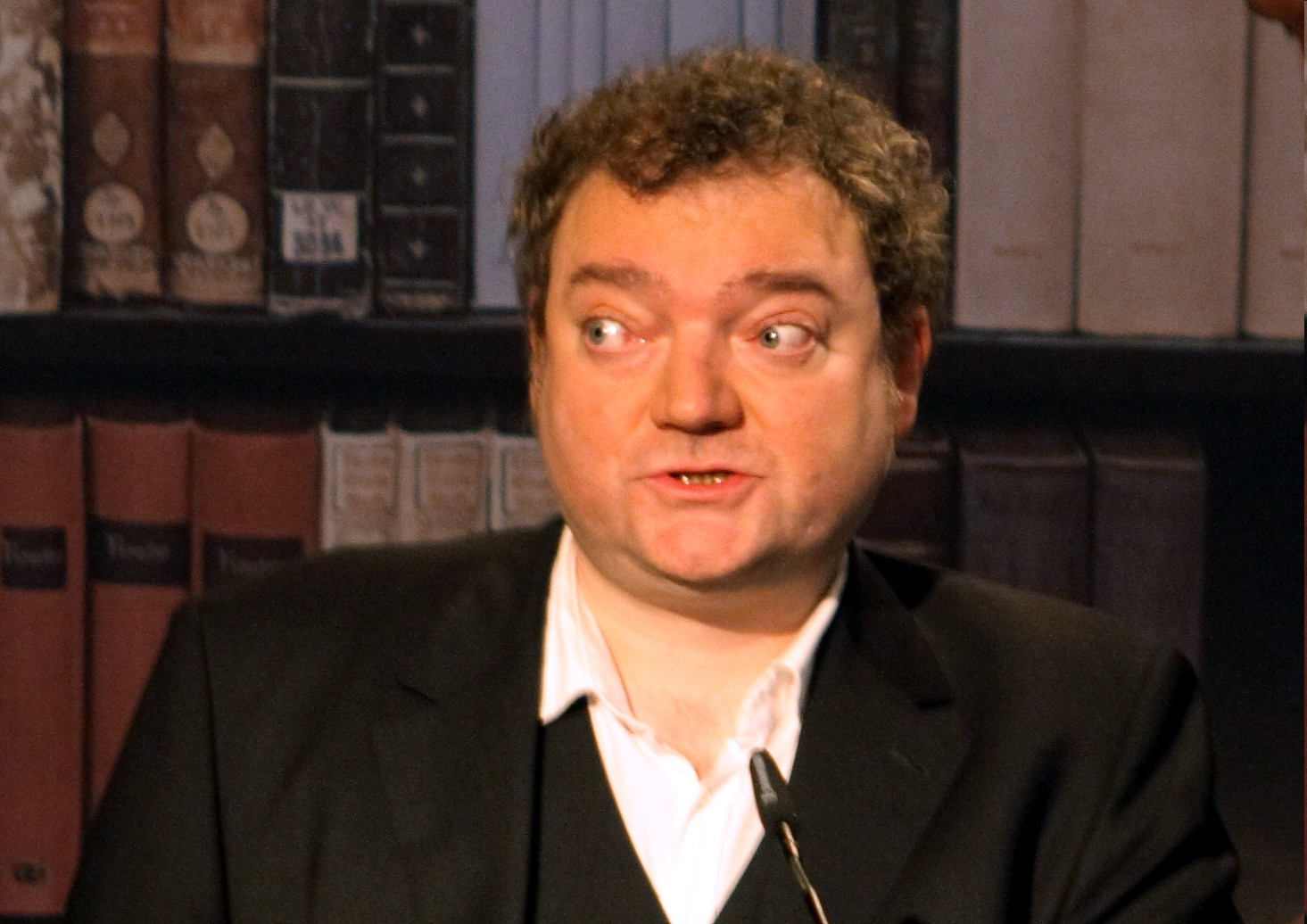
Wiglaf Droste (2008)

Wiglaf Horst Wolfgang Droste (* 27. Juni 1961 in Herford; † 15. Mai 2019 in Pottenstein) war ein deutscher Autor, Kolumnist und Sänger, der vor allem als Satiriker bekannt wurde.

## Leben

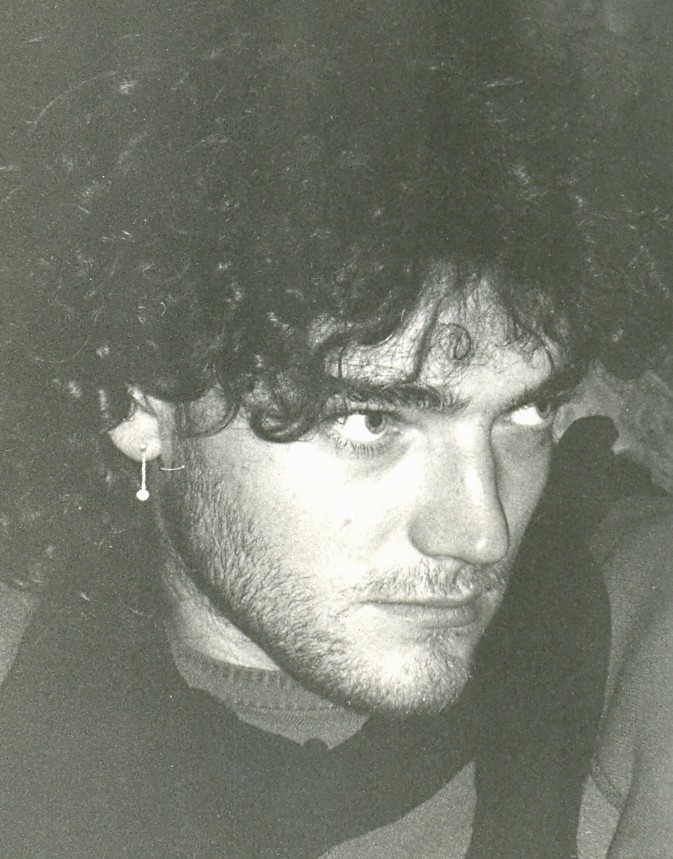
Wiglaf Droste (1980)

Drostes Vater Otto Droste war Lehrer für Sport und Englisch, später wurde er Schulleiter am Städtischen Gymnasium Löhne. Seine Mutter Monika Droste war Hausfrau. Wiglaf Droste hatte zwei Brüder, Beowulf (* 1959) und Finn (* 1964). Er besuchte das Bielefelder Gymnasium Heepen und war verantwortlicher Redakteur der Schülerzeitung Griffel. Mit 17 Jahren zog er aus seinem Elternhaus aus. Im Mai 1980 absolvierte er das Abitur (Durchschnittsnote: 1,6), danach folgte ein Zivildienst beim Arbeiter-Samariter-Bund in Bielefeld.
Im Herbst 1983 zog er nach West-Berlin. Entgegen eigener Aussage studierte Droste laut seinem Biographen Christof Meueler nie Publizistik. Stattdessen schrieb er sich 1983 an der Freien Universität Berlin für Theaterwissenschaften, Anglistik und Italienisch ein und wurde 1985 exmatrikuliert, nachdem er sich nicht rückgemeldet hatte. In dieser Zeit lebte er von verschiedenen Aushilfsjobs.
Drostes erster veröffentlichter Text, ein Konzertbericht, erschien am 27. April 1985 im Berliner Lokalteil der taz. Anschließend schrieb er Beiträge für das Spandauer Volksblatt, das Berliner Stadtmagazin tip und die taz. 1987 arbeitete er für kurze Zeit in einer Düsseldorfer Werbeagentur. Wieder zurück in Berlin, war er bis Mitte 1988 als Redakteur der taz-Medienseite tätig, ab den 1990ern bis 2006 dann als freier Mitarbeiter für deren Satire-Seite „Die Wahrheit“.
1988 wurde Droste unter dem Verdacht, beim Ersten Mai in Kreuzberg in der Nähe des Lausitzer Platzes ein Polizeifahrzeug mit einem Gegenstand beworfen zu haben, in Untersuchungshaft genommen, wo er bis zum 11. Mai blieb. Das Ermittlungsverfahren wegen schweren Landfriedensbruches wurde eingestellt.
1989 trat Droste mit Kommunikaze erstmals als Buchautor in Erscheinung. Zudem verfasste er Beiträge für den WDR, unter anderem im Kritischen Tagebuch und für das Digitale Logbuch im Deutschlandfunk. Von 1989 bis 1991 war er Redakteur des Satiremagazins Titanic, er gründete 1989 die Höhnende Wochenschau sowie 1991, zusammen mit Michael Stein, das „Benno-Ohnesorg-Theater“.
Ab 1989 unternahm er Lesereisen und wurde dabei oft von befreundeten Schriftstellern und Musikern begleitet. 1991 wurde er Vater eines Sohnes. Ab 2000 (CD für immer) trat er als Sänger mit der Chanson-Jazz-Band Spardosen-Terzett auf.
Drostes Lesungen wurden zum Teil Mitte der 1990er Jahre im Zusammenhang der sogenannten Missbrauch-mit-dem-Missbrauch-Debatte mit Pädophilievorwürfen von Feministinnen und Autonomen begleitet und auch durch Mahnwachen, Buttersäureanschläge, Steckbriefe usw. gestört. Er hatte für die satirische Kurzgeschichte Der Schokoladenonkel bei der Arbeit, die 1993 in der Titanic abgedruckt wurde, das Pseudonym Michael Jackson vom Görlitzer Park gewählt und wurde durch eine Emma-Redakteurin entlarvt. Dies führte zu zahlreichen Kritiken an seiner Person. Unter anderem wurde behauptet, er propagiere Vergewaltigungen.
Seine erste regelmäßige Kolumne bekam er 1992 in der Zeitung Neues Deutschland, die er unter dem Titel „Schlachtenbummler“ im zweiwöchentlichen Wechsel mit dem Kabarettisten Mathias Wedel bis 1994 veröffentlichte. Im Anschluss begann er für die ebenfalls linke Tageszeitung junge Welt zu schreiben, ab Januar 2011 hatte er dort eine tägliche Kolumne. Von 2000 bis 2009 schrieb er zugleich für den Berliner Tagesspiegel. Außerdem war er auch Autor des Magazins Arranca!
Von 1999 bis 2013 gab Droste mit seinem Freund Vincent Klink die kulinarische Vierteljahreszeitschrift Häuptling Eigener Herd heraus. Mit Klink und dem Zeichner Nikolaus Heidelbach verfasste er 2006 ein humoristisches Buch zum Thema Wurst. Es folgten gemeinsame Werke zu den Themen Weihnachten (2007) und Wein (2008). Darüber hinaus übernahm er bei Heidelbachs Ausstellungen zu diesem Thema Wurst, Wein, Weihnachten Bild – ein buntes Gemüse die Rolle als Vorleser, so zum Beispiel im Caricatura Museum in Frankfurt.
Droste gab nur selten Interviews. 2002 wünschte er sich, dass über ihn „nichts in der Zeitung steht“ und er irgendwann nicht mehr als öffentliche Figur auftauche.
Ab 2006 lebte er vorwiegend in Leipzig. Im Frühjahr 2009 erhielt er das fünfmonatige Stipendium Stadtschreiber zu Rheinsberg und übernahm dessen Wohnung und Amt ebendort. Im Spätherbst 2017 heiratete er und zog nach Pottenstein in Oberfranken. Droste, der alkoholkrank war, starb dort am 15. Mai 2019  im Alter von 57 Jahren an den Folgen einer Leberzirrhose.
Für Pfingsten 2019 war ein Leseabend mit Gesang auf dem Festival der Jugend der SDAJ, der Jugendorganisation der DKP, geplant gewesen. Er sei, hatte Droste der jungen Welt erklärt, Kommunist geworden, „anders ist das alles nicht auszuhalten.“

## Rezeption und Kritik
Droste verstand sich als satirischer Polemiker, was immer wieder zu Konflikten führte. Die taz entzog ihm dreimal (erstmals 1988) die Freitagskolumne auf ihrer Satire-Seite „Die Wahrheit“ und kündigte zuletzt seinen Job als Redakteur, weil er die Gesellschaft für deutsche Sprache im Jahr der Fußball-Weltmeisterschaft 2006 als „Trittbrettficker“ geschmäht hatte, nachdem sie das Wort „Fanmeile“ zum Wort des Jahres gekürt hatte.
In seinem gemeinsam mit Gerhard Henschel verfassten satirischen Krimi Der Barbier von Bebra (1996) ließ er sich über die ehemaligen DDR-Bürgerrechtler und den Umgang mit religiösen Gefühlen aus. Die Satire wurde zunächst in der taz als Fortsetzungsroman publiziert und erschien später als Buch. Darin fallen unter anderem Wolfgang Thierse, Rainer Eppelmann und Jürgen Fuchs einem Serienmörder zum Opfer. Die Ex-Bürgerrechtler Konrad Weiß und Vera Lengsfeld warfen daraufhin Droste „literarische Anleitungen zum Mord an Andersdenkenden“ vor und setzten ihn mit „Vollstreckern der Hitlerschen Mordbefehle“ und Weiß die taz mit dem Stürmer gleich. In der konservativen Wochenzeitung Welt am Sonntag riefen sie zum Boykott der Zeitung auf. Die taz unterstützte Droste und fand Sympathie unter anderem bei Peter Laudenbach von der Berliner Zeitung. Im Kontext der Auseinandersetzung wurde auch ein Text Lengsfelds mit der Überschrift Täterhumor in der taz dokumentiert. In der Zeit erschien dazu unter dem Titel Humorgewalt ein Artikel von Oliver Tolmein, der Betroffenheitswahn am Werk sah.
Nach seiner Trennung von der taz anlässlich der Kolumne über die Gesellschaft für deutsche Sprache, die von Redakteur Michael Ringel abgelehnt wurde und nicht in der Zeitung erscheinen konnte, wechselte Droste mit regelmäßigen und später täglichen Beiträgen zur jungen Welt, die für ihn zu einer Heimstatt wurde (Jürgen Roth).
In der Begründung für die Vergabe des Annette-von-Droste-Hülshoff-Preises schrieb die Jury, „Vergleiche zu Autoren wie Kurt Tucholsky sind angebracht und begründbar. Seine Satiren und Glossen sind sprachliche Kabinettstücke von hohem literarischem Rang.“ Darüber ging Willi Winkler, SZ-Essayist in seiner Zeitung, noch einen Schritt hinaus, wenn er erklärte, Droste sei – „dass wir uns nur recht verstehen“ – der „Tucholsky von heute“. Als Zitat tritt diese Gleichsetzung immer wieder in den Beschreibungen auf, so auch in der Laudatio des Freundes Friedrich Küppersbusch zur Verleihung des Göttinger Elchs  an Droste und in Küppersbuschs Nachruf in der taz. Dort findet sich auch die Feststellung, Droste wittere Gewalt, „wo andere noch schunkeln“. Küppersbusch nannte Droste den „Unumarmbaren“, weil Droste sich Vereinnahmung und Zuneigung entzog.
In einem Gespräch mit dem SRF bezeichnete der Schriftsteller Jürgen Roth Droste als den politischsten und engagiertesten gegenwärtigen Satire-Literaten und als „unerbittlichen Aufklärer, der sich mit dem kohärenten Schwachsinn unserer Zeit“ nicht habe abfinden können und mit seinen literarischen Mitteln gegen „Geistesferne“ und Phrasensumpf vorgegangen sei. Seine Kunst habe „in der pointierten, wortschöpferischen Formulierung“ gelegen.

„Im Grunde erfand er eine neue Textform, nämlich die der satirischen Polemik beziehungsweise polemischen Satire. Etiketten interessierten ihn aber ohnehin nicht. Und wer immer ihn auf eine Meinung oder gar politische Position festlegen wollte, wurde überrascht. Er legte sich mit so gut wie allen Leuten aus dem Feuilleton an, mit berühmten Schriftstellern und fast so berühmten Literaturkritikern, er pöbelte gegen Esoterik und Geschwurbel im linksalternativen Milieu genauso wie gegen neue und alte Nazis.“

„Um politische Kolumnisten von vergleichbarer Wucht zu finden, müsste man die Fahndung bis weit in das vorige Jahrhundert hinaus ausdehnen. Peter Hacks, Hans Fallada, Kurt Tucholsky, Karl Kraus – mit dem es sich Droste, wäre er Kolumnist bei der „Fackel“ gewesen, aber sicher auch irgendwann verdorben hätte.“

## Werke

### Schriften
- Kommunikaze. A-verbal, Berlin 1989; Neuausgabe (mit Mein Kampf, Dein Kampf und Am Arsch die Räuber): Edition Nautilus, Hamburg 1998, ISBN 3-89401-296-X.
- Mein Kampf, Dein Kampf. Edition Nautilus, Hamburg 1992, ISBN 3-89401-196-3.
- In 80 Phrasen um die Welt. Edition Nautilus, Hamburg 1992, ISBN 3-89401-210-2.
- Am Arsch die Räuber. Edition Nautilus, Hamburg 1993, ISBN 3-89401-215-3.
- Sieger sehen anders aus. Edition Nautilus, Hamburg 1994, ISBN 3-89401-232-3.
- Brot und Gürtelrosen und andere Einwürfe aus Leben, Literatur und Lalala. Edition Tiamat, Berlin 1995, ISBN 3-923118-69-4.
- Der Barbier von Bebra. Roman (mit Gerhard Henschel). Edition Nautilus, Hamburg 1996, ISBN 3-89401-263-3.
- Begrabt mein Hirn an der Biegung des Flusses. Edition Nautilus, Hamburg 1997, ISBN 3-89401-278-1.
- In welchem Pott schläft Gott? Stern- und Sterbestunden zweier Fußballfans in Wort und Bild. Illustrationen von Rattelschneck. Edition Nautilus, Hamburg 1998, ISBN 3-89401-285-4.
- Zen-Buddhismus und Zellulitis. Polemiken, Glossen, Satiren und Reimgedichte. Kunstmann, München 1999, ISBN 3-88897-218-3.
- Bombardiert Belgien! & Brot und Gürtelrosen. Edition Tiamat, Berlin 1999; Reclam, Stuttgart 2009, ISBN 978-3-15-020043-8.
- Der Mullah von Bullerbü (mit Gerhard Henschel). Edition Nautilus, Hamburg 2000, ISBN 3-89401-352-4.
- Die Rolle der Frau und andere Lichtblicke. Edition Tiamat, Berlin 2001, ISBN 3-379-20068-9.
- Der infrarote Korsar. Ausgesuchte neue Texte. Edition Tiamat, Berlin 2003, ISBN 3-379-20110-3.
- Wir sägen uns die Beine ab und sehen aus wie Gregor Gysi. Edition Tiamat, Berlin 2004, ISBN 3-89320-075-4.
- Nutzt gar nichts, es ist Liebe. Gedichte. Reclam, Leipzig 2005, ISBN 3-379-00839-7.
- Kafkas Affe stampft den Blues. Edition Tiamat, Berlin 2006, ISBN 3-89320-098-3.
- Wurst (mit Nikolaus Heidelbach und Vincent Klink). DuMont, Köln 2006, ISBN 3-8321-7992-5.
- Will denn in China gar kein Sack Reis mehr umfallen? Edition Tiamat, Berlin 2007; ergänzt: Reclam, Stuttgart 2009, ISBN 978-3-15-020177-0.
- Weihnachten (mit Nikolaus Heidelbach und Vincent Klink). DuMont, Köln 2007, ISBN 978-3-8321-8037-9.
- Wein (mit Nikolaus Heidelbach und Vincent Klink). DuMont, Köln 2008, ISBN 978-3-8321-8077-5.
- Wir schnallen den Gürtel weiter (mit Vincent Klink). Reclam, Leipzig 2008, ISBN 978-3-15-020158-9.
- Im Sparadies der Friseure. Eine kleine Sprachkritik. Edition Tiamat, Berlin 2009, ISBN 978-3-89320-132-7.
- Wild (mit Nikolaus Heidelbach und Vincent Klink). DuMont, Köln 2010, ISBN 978-3-8321-9605-9.
- Auf sie mit Idyll. Die schöne Welt der Musenwunder (mit einer Gastgeschichte von Rayk Wieland). Edition Tiamat, Berlin 2011, ISBN 978-3-89320-145-7.
- Gemüse (mit Nikolaus Heidelbach und Vincent Klink). DuMont, Köln 2011, ISBN 978-3-8321-9652-3.
- Sprichst du noch oder kommunizierst du schon? Neue Sprachglossen. Edition Tiamat, Berlin 2012, ISBN 978-3-89320-165-5.
- Liebe (mit Nikolaus Heidelbach und Vincent Klink). DuMont, Köln 2012, ISBN 978-3-8321-9688-2.
- Die Würde des Menschen ist ein Konjunktiv. Neue Sprachglossen (mit einer Gastgeschichte von Archi W. Bechlenberg). Edition Tiamat, Berlin 2013, ISBN 978-3-89320-175-4.
- Schalldämpfer. Eine Revue. Edition Tiamat, Berlin 2014, ISBN 978-3-89320-187-7.
- Der Ohrfeige nach. Neue Geschichten, Sprachglossen und Miniaturen. Edition Tiamat, Berlin 2014, ISBN 978-3-89320-191-4.
- Wasabi dir nur getan? Gedichte. Illustrationen von Hans Traxler. Kunstmann, München 2015, ISBN 978-3-88897-704-6.
- Nomade im Speck. Illustrationen von Nikolaus Heidelbach. Edition Tiamat, Berlin 2016, ISBN 978-3-89320-208-9.
- Der Kater Humpelkumpel und ich. Mit Bildern von Jamiri, Reclam, Philipp, jun. GmbH, Verlag 2017, ISBN 978-3-15-011092-8.
- Kalte Duschen, warmer Regen. Edition Tiamat, Berlin 2018, ISBN 978-3-89320-224-9.
- Tisch und Bett: Gedichte, München: Antje Kunstmann, 2020, ISBN 978-3-95614-356-4.
- Chaos, Glück und Höllenfahrten. Eine autobiographische Schnitzeljagd. Hrsg. von Klaus Bittermann. Edition Tiamat, Berlin 2021 (= Critica Diabolis. Band 291), ISBN 978-3-89320-273-7.
- Vollbad im Gesinnungsschaum. Sprachkritische Glossen. Hrsg. von Klaus Bittermann. Edition Tiamat, Berlin 2023 (= Critica Diabolis. Bandd 316), ISBN 978-3-89320-303-1.

### Herausgaben
- mit Klaus Bittermann: Das Wörterbuch des Gutmenschen. Band 2, Berlin 2001.
- mit Vincent Klink: Häuptling Eigener Herd. [Zeitschrift]. Stuttgart 1999 ff.

### Tonträger
- Grönemeyer kann nicht tanzen (zusammen mit Bela B.). Weserlabel 1989, 7″-Vinylsingle
- Wiglaf Droste – seine schönsten Erfolge. Bremen 1993 (CD)
- Die schweren Jahre ab Dreiunddreißig. als Gast: Funny van Dannen 1995 (CD)
- Wieso heißen plötzlich alle Oliver? 1996 (CD)
- Mariscos y maricones. Zürich 1999 (CD)
- für immer. München 2000 (CD)
- Das Paradies ist keine evangelische Autobahnkirche. 2001 (2 CDs)
- Voltaire: Candide. München 2002 (3 CDs)
- Wolken ziehn. Bochum 2002 (CD)
- Das große IchundDu. München 2003 (CD)
- Ich schulde einem Lokführer eine Geburt. 2003 (CD)
- Der Bär auf dem Försterball. Hacks und Anverwandtes. Mit Bernstein, Droste, Wieland und Musik von Petrowsky, 2004 (CD)
- Westfalian Alien. 2005 (CD)
- Wiglaf Droste und das Spardosen-Terzett: Peter Hacks: Seit du da bist auf der Welt – Liebeslieder. Kein & Aber Records, Zürich 2008, ISBN 978-3-0369-1406-0.
- Am Nebentisch belauscht. Kunstmann, München 2009 (CD)
- Im Sparadies der Friseure. WortArt, Köln 2010
- Meine ostdeutschen Adoptiveltern und ihr missratener Sohn aus dem Westen. Mit Uschi Brüning und Ernst-Ludwig Petrowsky, Buschfunk, Berlin 2011
- Wiglaf Droste, Renate Kampmann: Die Würde des Menschen ist ein Konjunktiv. WortArt, Köln, 2014, ISBN 978-3-8371-2541-2

## Mitgliedschaften
- Wiglaf Droste war Mitglied der Spaßpartei Kreuzberger Patriotische Demokraten/Realistisches Zentrum

## Auszeichnungen
- 2003: Ben-Witter-Preis[45]
- 2005: Annette-von-Droste-Hülshoff-Preis[1][46]
- 2013: „Nieheimer Schuhu“, der Peter-Hille-Literaturpreis[47]
- 2018: Göttinger Elch[48]

## Filme
- nachtstudio: Forever Young – Bob Dylan zum Sechzigsten. Gespräch, 2001, 60 Min., Regie: Klaus Haubenschild, Produktion: ZDF, mit Gerhard Henschel, Willi Winkler, Wiglaf Droste, Volker Panzer. Musik: Bob Dylan, Wiglaf Droste und das Spardosen-Terzett. Inhaltsangabe
- Gespräch mit Wiglaf Droste, Schriftsteller und Satiriker. Österreich, 2004, 5 Min., Produktion: 3sat, Erstsendung: 6. Dezember 2004, Ankündigung